# Edward Gibbon
Edward Gibbon (8 mei (gregoriaanse kalender) 1737, Putney - 16 januari 1794, Londen) was een Engels historicus, bekend om zijn uitzonderlijke beschrijving van de ondergang van het Romeinse Rijk: The History of the Decline and Fall of the Roman Empire (De geschiedenis van de neergang en val van het Romeinse Rijk, uitgegeven als Verval en ondergang van het Romeinse Rijk). Dit grote en veelomvattende werk heeft de geschiedschrijving veranderd, zowel door zijn bronnengebruik als door het ironisch taalgebruik.

## Biografie
Gibbon werd geboren in een gezin met rijke ouders. Hij was de oudste telg van het gezin. Zijn moeder stierf toen hij tien was, en hij groeide op met een zwakke gezondheid. In deze periode ontwikkelde hij een enorme leeshonger. Zijn voorkeur ging uit naar geschiedenis en reisbeschrijvingen. In 1752, toen zijn gezondheid verbeterd was, stuurde zijn vader hem naar het Magdalen College te Oxford. Daar werd hij, mogelijk uit recalcitrantie, rooms-katholiek, wat in het toenmalige protestantse Engeland de kansen op een carrière geen goed deed. In Lausanne leerde hij Latijn en oude geschiedenis bij een calvinist. Uiteindelijk liet hij zijn RK-geloof vallen, en was hij volleerd in het Latijn en Frans. Hij debuteerde in het Frans. Na een afgebroken liefdesaffaire met Suzanne Curchod zou Gibbon voorgoed vrijgezel blijven. Ook na deze opleidingen bleef Gibbon lezen, onder meer in de familiebibliotheek te Buriton, Hampshire.

### De grand tour
Van 1763 tot in 1765 deed hij zijn grand tour door Europa. Via Parijs en Lausanne kwam hij in Rome, en het was daar dat hij, op 15 oktober 1764, tussen de ruïnes van het Capitool, het idee kreeg om de Neergang en de Val te gaan beschrijven. Terug in Engeland moest hij de familiezaken behartigen, met name na de dood van zijn vader in 1760. Hierna had hij zijn zo gewenste onafhankelijkheid verworven in financieel, sociaal, en familie-opzicht. Hij zat nog even in het Lagerhuis, maar kwam niet toe aan een Maiden Speech.

### The History
Vanaf 1773 werkte hij in Londen hard aan The History. Het eerste deel (van de zes) verscheen in 1776, en was direct een succes. Echter, de hoofdstukken waarin hij de opkomst van het christendom beschrijft zouden hem op vijandigheid van de Anglicaanse Kerk komen te staan. Ook in John Henry Newman trof hij een sterke tegenstander. In zijn Grammar of Assent wijst Newman op allerlei interpretatiemoeilijkheden van Gibbons teksten. In 1781 verschijnen deel 2 en 3, die het einde van het West-Romeinse Rijk beschrijven. Daarna verhuist hij naar Lausanne, en er volgen nog de drie delen voor de eeuwen tot het einde van het Oost-Romeinse Rijk: de val van Constantinopel in 1453. Zelf noemt hij 27 juni 1787 als dag ('of eigenlijk de avond, tussen elf en twaalf') dat hij de laatste regels schreef. Al met al 71 hoofdstukken, omvattende dertien eeuwen, en na het raadplegen van 6.000 bronnen in diverse talen.

### Ontvangst van zijn werk
Later zal hij ook nog zijn 'Memoirs' schrijven, met daarin diverse mooie beschrijvingen van zijn leven en werk: 'Ik heb de triomf beschreven van barbarij en religie'.
De omvang van zijn werk is uitzonderlijk en de aanpak bijzonder vooruitstrevend. Anders dan eerdere historici, die gemakkelijk een geschiedenis vanuit en naar een geaccepteerd patroon wisten te plooien, ging Gibbon te rade bij de bronnen, en vormde hij een mening, die hij bovendien met een superieure ironie kon beschrijven. Zijn boek is een voorbeeld voor alle latere historici gebleven, al werden veel van zijn inzichten op den duur achterhaald. Een van de bekendere voorbeelden van zijn schrijfwijze (in hoofdstuk 7, over keizer Gordianus): voor zover bekend tweeëntwintig concubines en een bibliotheek van 62.000 boeken gaven de breedte van zijn interessen aan; uit zijn nalatenschap kunnen we afleiden dat zowel de eerste als de laatste meer voor gebruik waren dan voor vertoon.
Edward Gibbon overleed op 56-jarige leeftijd, na het succes van zijn boeken gesmaakt te hebben, te Londen, en is begraven in Fletching, Sussex.

## Werken
- Essai sur l'étude de la littérature (1761, debuut)
- History of the Liberty of the Swiss (1763, niet volbracht)
- Vindication (1779, verdediging van zijn wetenschappelijke aanpak, en weerwoord tegen de kerkelijke kritiek)
- The History of the Decline and Fall of the Roman Empire (6 delen, 1776 - 1788), (Jancamps)[noot 1]
- Miscellaneuos Works (postuum)